# Sjoeke Nüsken
Sjoeke Nüsken (ur. 22 stycznia 2001 w Hamm) – niemiecka piłkarka, występująca na pozycji pomocniczki w angielskim klubie Chelsea F.C. oraz w reprezentacji Niemiec. Uczestniczka Igrzysk Olimpijskich 2024 w Paryżu oraz Mistrzostw Świata 2023.

## Statystyki

### Klubowe
Na podstawie:
| Klub                | Sezonów | Liga                    | Liga  | Liga   | Puchar krajowy | Puchar krajowy | Kontynentalne | Kontynentalne | Suma  | Suma   |
| Klub                | Sezonów | Liga                    | Mecze | Bramki | Mecze          | Bramki         | Mecze         | Bramki        | Mecze | Bramki |
| ------------------- | ------- | ----------------------- | ----- | ------ | -------------- | -------------- | ------------- | ------------- | ----- | ------ |
| 1. FFC Frankfurt    | 1       | Frauen-Bundesliga       | 17    | 5      | 2              | 0              | –             | –             | 19    | 5      |
| Eintracht Frankfurt | 3       | Frauen-Bundesliga       | 66    | 7      | 7              | 3              | 2             | 0             | 75    | 10     |
| Chelsea F.C.        | 2       | FA Women’s Super League | 37    | 10     | 12             | 2              | 14            | 4             | 63    | 16     |
|                     | Łącznie | Łącznie                 | 120   | 22     | 21             | 5              | 16            | 4             | 157   | 31     |

### Reprezentacyjne
Na podstawie:
| Mecze w reprezentacji na Mistrzostwach Świata 2023 | Mecze w reprezentacji na Mistrzostwach Świata 2023 | Mecze w reprezentacji na Mistrzostwach Świata 2023 | Mecze w reprezentacji na Mistrzostwach Świata 2023 | Mecze w reprezentacji na Mistrzostwach Świata 2023 | Mecze w reprezentacji na Mistrzostwach Świata 2023 | Mecze w reprezentacji na Mistrzostwach Świata 2023 | Mecze w reprezentacji na Mistrzostwach Świata 2023 |
| Lp.                                                | Data                                               | Miasto                                             | Przeciwnik                                         | Wynik                                              | Gole                                               | Inne                                               | Faza turnieju                                      |
| -------------------------------------------------- | -------------------------------------------------- | -------------------------------------------------- | -------------------------------------------------- | -------------------------------------------------- | -------------------------------------------------- | -------------------------------------------------- | -------------------------------------------------- |
| 1.                                                 | 30.07.2023                                         | Sydney                                             | Kolumbia                                           | 1:2 (0:0)                                          |                                                    |                                                    | Faza grupowa                                       |

## Sukcesy
Na podstawie:

### Klubowe
- Mistrzyni Anglii 2023/24

### Reprezentacyjne
- Mistrzostwo Europy U-17 2017